# Crypsithyris symphyrta
Crypsithyris symphyrta är en fjärilsart som beskrevs av Edward Meyrick 1921. Crypsithyris symphyrta ingår i släktet Crypsithyris och familjen äkta malar. Inga underarter finns listade i Catalogue of Life.